# (7680) Cari
(7680) Cari (1996 HB) – planetoida z pasa głównego asteroid okrążająca Słońce w ciągu 4,44 lat w średniej odległości 2,7 j.a. Odkryta 16 kwietnia 1996 roku.